# Conothraupis mesoleuca
La tangara picuda o frutero pico cono (Conothraupis mesoleuca) es una especie de ave paseriforme de la familia Thraupidae, una de las dos perteneciente al género Conothraupis. Es endémica del centro oeste de Brasil.

## Distribución y hábitat
La presente especie se localiza en tres poblaciones aparentemente disjuntas en los estados de Goiás, Mato Grosso y Pará, en el centro oeste brasileño. Hasta relativamente reciente, era conocida únicamente por el espécimen tipo, colectado en 1938 en Mato Grosso. La localidad exacta es incierta, pero puede haber sido cerca de 400 km al noroeste de Cuiabá. No se observaron más individuos por lo que algunos la consideraron extinta, mientras que otros defendieron que se trataba de una subespecie de Conothraupis speculigera. En 2003, la especie fue redescubierta en bosques en galería en el Parque nacional de las Emas en Goiás, y desde entonces se registraron seis avistamientos en cuatro puntos distintos del parque, que se estima contener un máximo de 1500 km² de hábitat conveniente. En 2006 fue descubierta otra población, con estimados 100 individuos, de los cuales 40 fueron avistados, a 900 km de distancia, a lo largo del alto río Juruena, Mato Grosso. Actualmente la especie se localiza en el parque nacional de las Emas, en la cuenca del alto río Juruena, en Mato Grosso (municipalidades de Sapezal, Julio Campos, Campo Novo do Parecis y São José do Rio Claro) y en Itiquira en el sureste de Mato Grosso y fue también registrada en la Serra do Cachimbo, en el sur de Pará. Probablemente la especie sea rara, restringiéndose a orillas de los ríos, lo que evitó su detección por tan largo tiempo; pero las nuevas informaciones disponibles sobre su identificación y vocalización pueden ayudar a descubrir otras poblaciones residentes. Aparte de las municipalidades ya mencionadas en el estado de Mato Grosso, se ha registrado su presencia también en Feliz Natal, Alto Garças y Campo Verde.
Las evidencias del parque nacional de las Emas sugieren que la especie prefiere bosques en galería y que está fuertemente asociado con cursos de agua. Las observaciones en el alto Juruena sugieren fuertemente que la especie está asociada con áreas de bosques o pastizales permanente o estacionalmente inundables cerca de ríos, y que generalmente evita las áreas de sabana conocida como cerrados o bosques en galería no inundables.

## Descripción
Mide 16 cm de longitud. El robusto pico es blancuzco en el macho y negruzco en la hembra. El macho es negro por arriba con un pequeño espéculo blanco en las alas, por abajo es negro y blanco del pecho medio al vientre. La hembra es de color pardo apagado, con el medio vientre blancuzco. El macho se asemeja al macho de la tangara albinegra (Conothraupis speculigera), pero se distingue por sus flancos y el crissum negros (este último a menudo con manchas blancas), y su vistoso pico gris blancuzco (el cual se ha decolorado en el espécimen tipo, que se conserva en el Muséum national d'Histoire naturelle de París, donde tiene un tono hueso oscuro).

## Estado de conservación
La tangara picuda era calificada como críticamente amenazada hasta 2016, pero con la descubierta de nuevos locales, actualmente la Unión Internacional para la Conservación de la Naturaleza (IUCN) la califica como amenazada de extinción, por causa de proyectos hidroeléctricos que pueden causar una reducción de hasta 50% de su población total (estimada entre 250 y 1000 individuos maduros) a lo largo de tres generaciones.

## Sistemática

### Descripción original
La especie C. mesoleuca fue descrita por primera vez por el ornitólogo francés Jacques Berlioz en 1939 bajo el nombre científico Rhynchothraupis mesoleuca; su localidad tipo es: «Juruena, noroeste de Cuiabá, Mato Grosso, Brasil».

### Etimología
El nombre genérico femenino «Conothraupis» se compone de la palabra latina «cono»: cono, y de la palabra griega «thraupis»: pequeño pájaro desconocido, tal vez algún tipo de pinzón (en ornitología thraupis significa tangara), en referencia al formato del pico; y el nombre de la especie «mesoleuca», se compone de las palabras griegas «mesos»: medio, mitad  y «leukos»: blanco.

### Taxonomía
Es monotípica. 